# Afriyie Acquah
Ebenezer Afriyie Acquah (Sunyani, 5 de janeiro de 1992), é um futebolista profissional ganês que atua como meio-campo. Atualmente, joga pelo Empoli.

## Carreira
Acquah fez parte do elenco da Seleção Ganesa de Futebol na Campeonato Africano das Nações de 2015 e 2017.

## Títulos
Gana
- Campeonato Africano das Nações: 2015 2.º Lugar.